# Хен Джингон
Хьон Джінґон (кор. 현진건; 2 вересня 1900 — 25 квітня 1943) — корейський письменник, прозаїк, журналіст, активіст руху за незалежність Кореї під час японської окупації. Він вважається піонером реалізму, який прагнув зобразити об'єктивну реальність понівеченої долі корейського народу під японським пануванням.

## Біографія

### Дитинство
Хьон Джінгон народився 2 вересня (за місячним календарем 9 серпня) 1900 року в Тегу на 4-му році правління короля Кванму (кор.  광무), і був четвертим сином Хьон Кенуна (кор. 현경운, кит. 玄擎運), який працював головою поштового відділення Тегу за часів пізньої Корейської імперії, та його матері Чон Хе (кор. 정효, кит. 貞孝)з клану Ваншань Лі. Його сім'я була сім'єю інтелектуалів, знайомих із новою наукою, що було рідкістю на той час.
Мати померла у 1910 році. У нього було три старших брата: Хьон Хонгон (кор. 현홍건), Хьон Сокгон (кор. 현석건) та Хьон Чонкон (кор. 현정건). Серед братів Хьон Джин Гона старший брат, Хьон Гон, закінчив Російську військову академію і працював перекладачем у російському посольстві; другий брат, Хьон Сокгон, закінчив Університет Мейдзі в Японії та працював юристом; і третій брат, Хьон Чонкон, рано розвинув любов до нації і брав участь у русі за незалежність у Шанхаї.
Родина Хьон Джінгона відноситься до середнього класу, з якої вийшло багато перекладачів, зокрема дипломатів. Все починається з Техьона (кор. 태형, кит. 泰衡), прадіда Хьон Джінгона, який був перекладачем з японської мови у 6-му покоління. Потім був Шанг Бок (кор. 상복, кит. 商福), який був перекладачем китайської мови у 5-му поколінні, а Ші Сок (кор. 시석, кит. 時錫) був перекладачем монгольської мови в 4-му поколінні.
З ранього дитинства Хьон Джінгон вивчав китайську класику в селі, а в 1908 році вступив до трудової школи Тегу, і почав вивчати нові науки.

### Юність
У 1915 році, у віці 15 років Хьон Джінгон одружився з Сундик (кор. 순득, кит. 順得), дочкою Су Джона (кор. 수정, кит. 竪町), багатія повіту Кьонджу (кор. 경주) в той час, і молода пара оселилась в Суджоні (кор. 수정), в будинку батьків нареченої. У листопаді того ж року Хьон Джінгон вступив до середньої школи Boseong, але вже в листопаді наступного року кинув навчання, поїхавши до Японії, де вступив до Tokyo Seisoku English School.
Він знову повернувся в Корею 1917 року, і в цей час у Тегу він видав літературний журнал "Геохва " (кор.거화, кит. 炬火), разом з корейськими авторами Пек Гіманом (кор. 백기만) та Лі Санхва (кор. 이상화). У квітні того ж року(1917р.) Хьон Джінгон повернувся до Японії і перейшов на третій рік навчання в п'ятирічній середній школі Сейджо в Токіо. В березні 1918року він повернувся до Кореї, деякий час залишався в Тегу, потім таємно поїхав до Шанхаю (Китай), де був його старший брат Чон Геон, і вступив на факультет німецької мови в університет Хуцзян.
В 1919 році він знову повернувся до Кореї і в грудні того ж року у Хьон Джінгона і Сундик народилась донька Кен Сук (кор. 경숙), але вже через рік вона померла.

#### Інцидент з японським прапором
Тим часом у 1921 році Хьон Джінгон приєднався до газети «Чосон Ільбо»(кор. 조선일보) і почав свою кар'єру журналіста. У 1924 році він працював репортером відділу соціальних справ «Чосон Ільбо» (кор. 조선일보), потім у 1927 році перейшов до газети «Донг-А Ільбо» (кор. 동아 일보) і обіймав посаду керівника соціального відділу до 1936 року. Однак у 1936 році, коли корейський спортсмен Сон Кі Джон (кор.손기정)  представляв Японію на Олімпійських іграх в Берліні, і став золотим медалістом марафону, то на фотографія з цих змагань на формі спортсмена корейські місцеві газети стерли прапор Японії і опублікували їх. І щоденна газета «Донг-А Ільбо»(кор. 동아 일보), яка опублікувала такий знімок на першій полосі, відразу ж була закрита японським урядом, а вісім журналістів були відправлені за грати. І одним із них був Хьон Джінгон, якого посадили у в'язницю на один рік. Пізніше, а саме після виходу із в'язниці, він пішов із газети «Донг-А Ільбо»(кор. 동아 일보) та переїхав в Кванхун-Донга, де орендував землю і почав займатись птахівництвом. Але вже в 1939році його знову поновили на посаді в газеті «Донг-А Ільбо»(кор. 동아 일보), і він став завідувачем літературного відділу, серіалізувавши роман «Heukchisanji», але серіалізація була зупинена через японський примус за ідеологічно неспокійний зміст, і він залишився незавершеним.

### Останні роки життя
Життя Хьон Джінгон наприкінці японського панування було жалюгідним. Він жив у той час, коли було майже неможливо отримати роботу або заробити на життя, якщо не писати твори для Японської імперії. Навіть у таку епоху Хьон Джінгон відмовився йти на компроміс з Японією і жив у злиднях, зберігаючи вірність письменницькій професії до кінця свого життя.
У 1940 році, через невдачі з птахівництвом піддавшись спокусі друга, який сказав, що може допомогти заробляти гроші, письменник розпочав бізнес із виробництва кімчі, але в тому ж році він вклав невелику суму грошей у компанію з цінних паперів, розташовану в Мьондоні (кор. 명동), і коли все це провалилося, він продав свою птахофабрику, інші активи і свій будинок у Кванхун-Донзі та був вимушений переїхати до невеликого солом'яного будинку. Через цю невдачу Хьон Джінгон став ще більш залежним від алкоголю. Зазвичай він мав звичку надмірно пити, але після того, як його брат Хьон Чонгон помер у 1932 році, і коли спроба автора серіалізувати «Heukchisanji» в пам'ять про старшого брата була зупинена японським втручанням, ця звичка погіршилася.
У 1943 році, 25 квітня, він помер у своєму будинку в Чегідоні, Кьонсон-бу, через туберкульоз легенів і хронічне захворювання кишки. Він помер у віці 44 років. (За збігом, поет Лі Санхва, зять і вчений Хьон Джінгона, також помер у Тегу того ж дня від раку шлунка).
Після смерті Хьон Джінгона його біологічний батько Хьон Кенун також помер у Тегу, а його дружина Лі Сондик, дізнавшись про смерть чоловіка впала в скорботу, і вже через рік також померла у Тегу.

### Посмертно
15 серпня 2005 року посмертно нагороджений медаллю Незалежності (3-го ступеня) Медалі за національні заслуги. У 2009 році в ознаменування його досягнень було засновано «Літературну премію Хьон Джінгона», названу на його честь.

## Творчість
Хьон Джінгон був представником нового покоління письменників, які відкидали колишні стереотипи і висміювали соціальні недоліки та несправедливості. Його творчість була спрямована на висвітлення життя звичайних людей і проблем, з якими вони зіткнулися під час своїх повсякденних труднощів. У своїх творах Хьон Джінгон піднімав актуальні соціальні та політичні питання свого часу, відображавши складність людських стосунків і внутрішніх конфліктів. Він був майстром слова, який здатний захопити читача своєю проникливою історією та вразити його своїм тонким сприйняттям людської душі.
Він був романістом, який не приховував свого опору проти японського імперіалізму, про що свідчить стирання японського прапора та обставини, за яких його брат і невістка були вбиті японцями. Його романи реалістично змальовують життя в колоніальному Чосоні під пануванням Японії.
«Порожня дружина»(кор. 희생화) , «Суспільство, яке навіює алкоголь»(кор. 술 권하는 사회) можна розглядати як романи, що зображують автопортрети інтелектуалів, що жили в колоніальну епоху, і романи, які представляють Корею і тепер відомі всім корейцям, такі як «Щасливий день» зображують життя нижчого класу в реальному житті. Найбільший внесок Хьон Джінгона в історію корейської літератури — це його речення та стиль оповіді. Робота Хьон Джінгона вважається успішним перенесенням перших сучасних речень і реалізму в корейську літературу.
У листопаді 1920 році Хьон Джінгон вперше вніс своє ім'я в літературний світ, опублікувавши «Жертовну квітку» в літературному журналі  "Кебьок" (кор.개벽, кит. 開闢). Хьон Джінгон публікував перекладені романи «Щастя» (кор.행복, оригінальний твір "Архівасьова" - кор. 아르치바세프) і «Сокджухва» (кор.석죽화,  оригінальний твір Курта Мюнцера- кор. 쿠르트 뮌체르) у журнал "Кебьок" (кор.개벽). "Жертовну квітку ", яка, як відомо, має автобіографічний характер, тоді був розкритикований літературним критиком Хван Соку (кор. 황석우, кит. 黃錫禹) як «незрозуміла проза, яку не можна назвати романом і не має форми нижчого мистецтва».
З того часу, як він уперше опублікував «Жертовну квітку», Хьон Джінгон уже використовував для себе псевдонім «Бінхо» (кор.빙허). Згадується, що він почав використовувати його приблизно між 1915 роком, коли одружився, і 1916 роком, коли кинув школу та переїхав до Японії. Відомо, що псевдонім «Бінхо» був узятий Хьон Джінгоном з традиційної китайської літератури. Він обрав псевдонім «Бінхо» як символ краси або природи, який відображав його бачення світу або його творчий стиль.
У січні 1921 року Хьон Джінгон опублікував оповідання «Порожня дружина» (кор. 빈처)  в журнал "Кебьок" (кор.개벽) , яке отримало схвальні відгуки в літературному світі. У листопаді він опублікував новелу «Суспільство, яке навіює алкоголь»(кор. 술 권하는 사회), а в 1922 році з січня по квітень була опублікована повість «Павші». У своєму творі «Суспільство, яке навіює алкоголь» він сатирував образ слабких інтелектуалів, які знали абсурдність суспільства, але не могли протистояти йому. Він став членом журналу "Пекчо" (кор. 백조) разом із молодими письменниками, такими як Пак Чон Хва (кор. 박종화, кит. 朴鍾和), Набін (кор. 나빈, кит. 羅彬), Хонг Са Йон (кор.홍사용, кит. 洪思容), Лі Сан Хва (кор. 이상화) та Пак Ён Хі (кор.박영희, кит. 朴英熙)).
У вересні 1922 року Хьон Джінгон вийшов з "Чосон Ільбо" (кор. 조선일보 - ранкова щоденна газета) і приєднався до журналу "Донгмьонса" (кор. 동명사, кит. 東明社), заснованої Чхве Намсоном (кор. 최남선, кит. 崔南善). Незважаючи на деякі обмеження, він мав сильний національний колорит з моменту свого заснування та мав історично орієнтований характер, зосереджуючись на національних дослідженнях, таких як «Зміцнення популярної історії Чосона» (автор Чой Нам Сон) і «Революційні рухи минулого Чосона». «(автор Мун Іль-Пьон). Можна сказати, що його досвід роботи в  "Донгмьонса" (кор. 동명사), де статті часто друкували серійно, мав великий вплив на його подальше написання творів, багатих національною свідомістю, таких як "Паломництво Годо Кьонджу" (кор. 고도순례 경주) і "Паломництво Дангун Сонсок" (кор.  단군성적 순례). А 13 листопада видавництво Chosun Book Co., Ltd. опублікує його першу збірку оригінальних творів Хьон Джінгона під назвою "Занепалі" (кор. 타락자, англ. "The Fallen").
У 57-му номері  газети  "Кебьок" (кор. 개벽) від 1 березня Бінхо (кор.빙허) каже, що він намагатиметься більше читати та досліджувати, оскільки газетний бізнес йде не так, як планувався. Він завжди був членом критиків Чосона. Його роман  кор. "지새는 안개" (англ. "The Passing Fog“) був опублікований у вигляді книги в м'якій палітурці бібліотекою  "Пак Мунсо Гван" (кор. 박문서관 англ. Park Munseo Gwan).
У липні у газеті під назвою „Літературне коло Чосон" (кор. 조선문단) і я“ він використав термін „одна особа, одна партія“, що означає, що кожен письменник є незалежною сутністю, а не поділений на групи та бореться один проти одного. Він також був постійним членом Ради спілки корейських письменників, створеної Корейською літературною асоціацією, і в жовтні оцінював твори, подані на конкурс "Шинчу бун'є" (кор.신추문예, кит.  新秋文藝) Корейської літературної асоціації, і опублікував свою першу рецензію.
У січні 1926 року Хьон Джінгон написав критичне есе «Душа Чосон і розуміння сучасного духу» (кор. 조선혼(朝鮮魂)과 현대정신의 파악) в газету  "Кебьок" (кор. 개벽). Цей огляд оцінюється як такий, що яскраво виявляє «націоналістичні» тенденції, якими володіє сьогодні Хьон Джінгон.
З січня по березень 1927 року він написав роман " Горизонт сходу сонця" (кор. 해 뜨는 지평선, англ. «Sunrise Horizon») для газети "Чосон Мундан" (кор. 조선문단).«Донг-А Ільбо»(кор. 동아 일보) , датоване 2 січня того ж року, описує Хьон Джінгона як «письменника коротких оповідань із красою освіжаючого виразу», і «хоча він втрачає зусилля у вираженні, його змістова цінність дуже мізерна». Творчість Хьон Джінгона завершилася трагічною подією його смерті в 1943 році. Однак відомо, що Хьон Джінгон був активним письменником і працював над своїми творами до самого кінця свого життя.

### Оповідання
- «Жертовна квітка»  (кор. 희생화, 1920)
- «Порожня дружина» (кор. 빈처, 1921)
- «Суспільство, яке навіює алкоголь» (кор. 술 권하는 사회, 1921)
- «Щасливий день» (кор.운수 좋은 날, 1924)
- «Інструктор Б і любовний лист» (кор.  B사감과 러브레터, 1925)
- «Смерть бабусі» (кор. 할머니의 죽음, 1925)
- «Вогонь» (кор. 불, 1925)
- «Рідне місто» (кор. 고향, 1926)

### Романи
- «Muyeongtap»  (кор. 무영탑, кит. 無影塔, 1938)
- «Екватор» 적도 (повість, 1939)
- «Heukchisangji» (кор. 흑치상지, кит. 黑齒常之, багатосерійний роман, 1939)